# Campo (Cármenes)
Campo es una localidad española perteneciente al municipio de Cármenes, en la provincia de León, comunidad autónoma de Castilla y León.

## Geografía

### Ubicación
Campo se encuentra en el llamado Valle de la Cambería; valle que aglomera los pueblos de Villanueva de Pontedo, Campo, Piornedo y Piedrafita; todos estos dentro de la reserva de la biosfera de Los Argüellos.
| Noroeste: Piedrafita           | Norte: Piornedo            | Noreste: Piornedo |
| Oeste: Millaró de la Tercia    |                            | Este: Canseco     |
| Suroeste Villanueva de Pontedo | Sur: Villanueva de Pontedo | Sureste: Pontedo  |

## Historia

### Edad Contemporánea
En cuanto a las fuentes en papel más antiguas conocidas de esta época del siglo XIX en referencia directa a este pueblo, se encuentra el Diccionario geográfico-estadístico-histórico de España y sus posesiones de Ultramar donde se describe así Campo, obra impulsada por Pascual Madoz a mediados del siglo XIX:

CAMPO DE LA MEDIANA: lugar en la provincia y diócesis de León, partido judicial de la Vecilla, audiencia territorial y capitanía general de Valladolid, ayuntamiento de Cármenes: sitiado en lo más áspero de una montaña a la izquierda del río Torío. Tiene iglesia anejo de Pontedo. Confina al Norte con Piornedo; al Este con Canseco; al Sur con Pontedo; y al Oeste con Villanueva de Pontedo a 1/2 legua el más distante. El terreno es de mediana calidad; abunda en pastos, se cogen legumbres y centeno, y los habitantes se dedican mucho a la arriería y cria de ganados. Población de 7 vecinos, 27 almas. Contribuyen con el ayuntamiento.
Diccionario geográfico-estadístico-histórico de España y sus posesiones de Ultramar

## Demografía

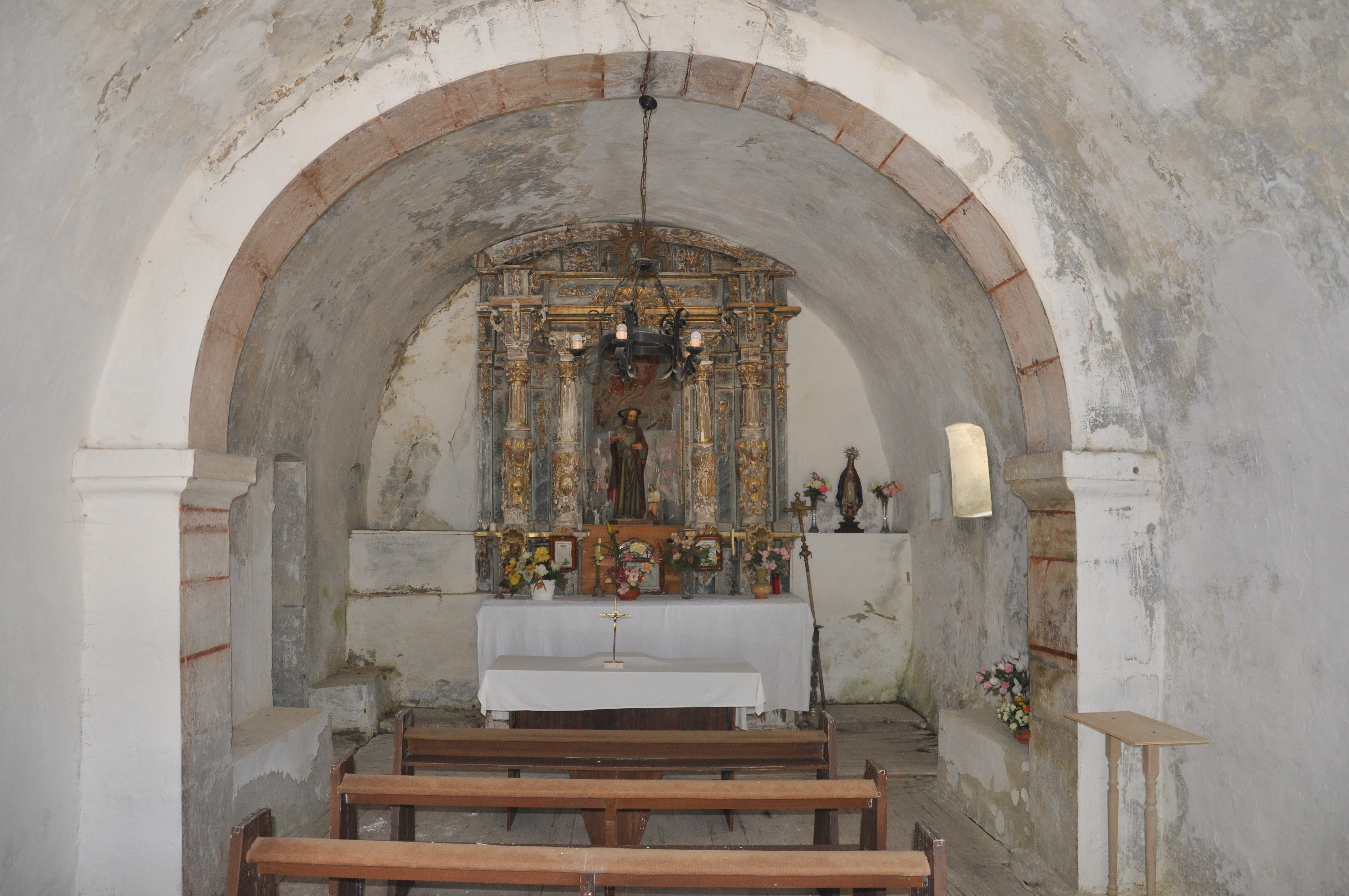
Interior de la ermita de San Mateo de Campo de la Mediana

Evolución de la población
| Gráfica de evolución demográfica de Campo entre 2000 y 2024        |
|                                                                    |
| Población de derecho (2000-2023) según el padrón municipal del INE |